# Arturo Mora
Arturo Mora Ortiz é um ciclista espanhol nascido a 24 de março de 1987 na localidade de Fuente el Fresno (Província de Cidade Real, Espanha).
Estreiou em 2010 na equipa Caja Rural.
Na Volta à Turquia de 2011 ganhou a classificação dos sprints especiais.

## Palmarés
- 2007
  - Volta a Palencia (amador)
- 2008
  - Volta a Palencia (amador)
- 2010
  - 1 etapa da Volta a Leão

## Equipas
- Caja Rural (2010-2011)